# トミー・ラスク
トミー・ラスク（Tommy Luske、1947年2月12日 - 1990年1月19日）はアメリカ合衆国の男性声優。

## 経歴
ウォルト・ディズニー・カンパニーの映画監督、ハミルトン・ラスクの息子で、父親の監督作品である「ピーター・パン」のマイケル・ダーリングを担当。1990年に交通事故で死亡。